# Nomioides bluethgeni
Nomioides bluethgeni är en biart som beskrevs av Pesenko 1979. Nomioides bluethgeni ingår i släktet Nomioides och familjen vägbin. Inga underarter finns listade i Catalogue of Life.